# هيليبوليس
هيليبوليس (باليونانية: ἑλέπολις)‏، ويعني: ("آخذ المدن") هو الاسم اليوناني لبرج حصار متحرك.
أكثرها شهرة هو الذي اخترعه بولييدوس الصقلي، وحسنه ديميتريوس الأول من مقدونيا وإبيماشوس من أثينا، من أجل حصار رودس (305 قبل الميلاد) . كتب أوصافه ديودوروس سيكولوس،  فيتروفيوس، بلوتارخ، وأثينيوس ميكانيكوس .

## وصفه

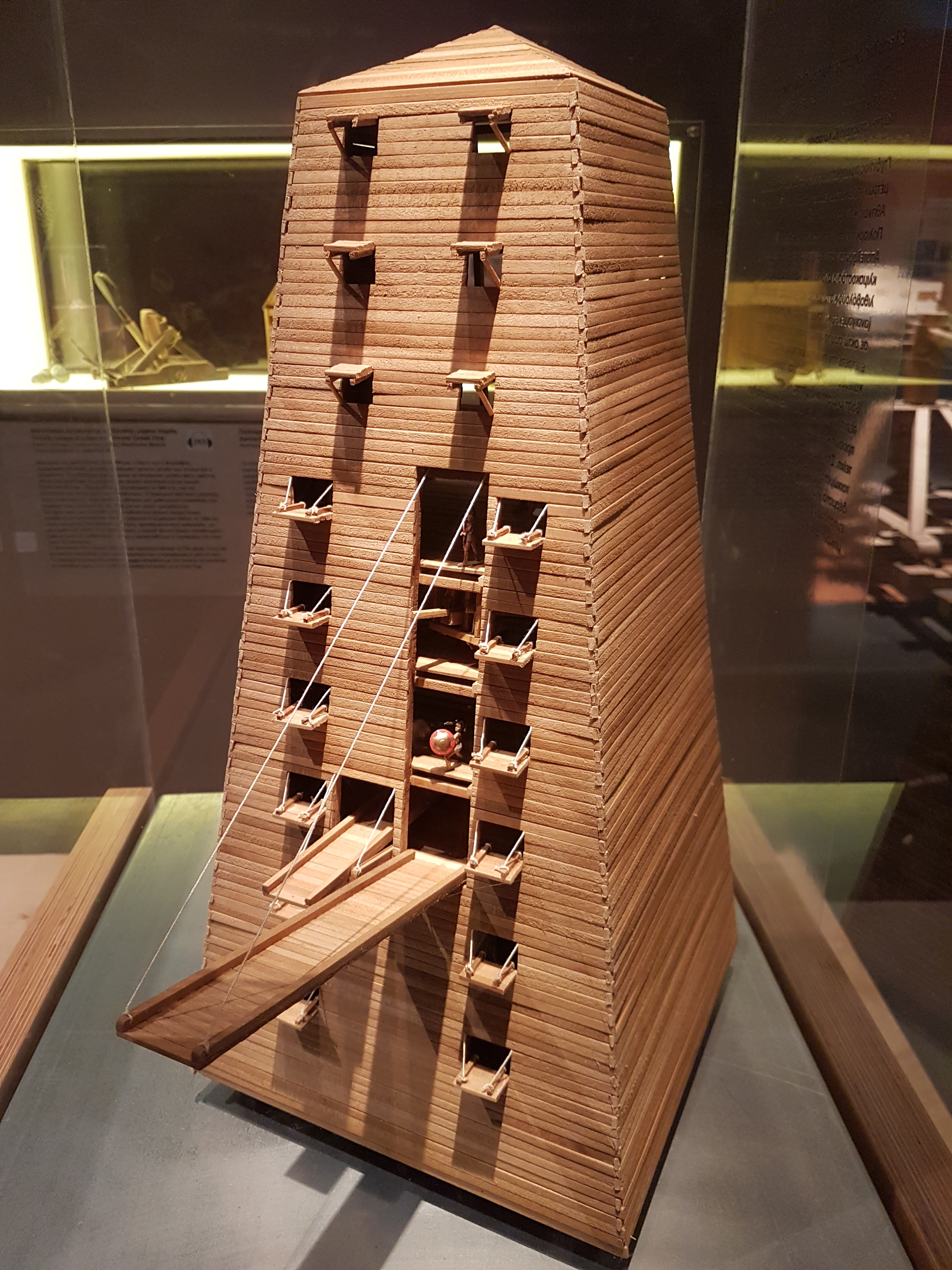
نموذج لبرج حصار هيليبوليس مركز علوم ثيسالونيكي ومتحف التكنولوجيا

كان هيليبوليس في الأساس برجًا مدببًا كبيرًا، حيث يبلغ ارتفاع كل جانب حوالي 130 قدمًا (41.1.1) م) وعرضه 65 قدمًا (20.6 م). كان يتم دفعه يدويًا إلى المعركة. وكان يرتكز على ثماني عجلات، كل منها ارتفاعه 15 قدمًا (4.6 م) وله أيضًا عجلات، للسماح بالحركة الجانبية وكذلك المباشرة. تم جعل الجوانب الثلاثة المكشوفة مقاومة للحريق بألواح حديدية، وقسمت الطوابق الداخلية، وتربطها مجموعتان عريضتان من السلالم، واحدة للصعود والأخرى للنزول. كانت الآلة تزن 160 طنًا، وتطلبت 3400 رجل يعملون في مرحلات لتحريكها، و 200 آلة رحوية كبيرة تقود العجلات عبر حزام، والباقي يدفع من الخلف. سمحت العجلات بالحركة الجانبية، بحيث يمكن توجيه الجهاز بأكمله نحو نقطة الهجوم المرغوبة، مع الاحتفاظ دائمًا بمحركات الحصار بالداخل تستهدف الجدران، والجسم الواقي للآلة مباشرة بين أسوار المدينة والرجال الذين يدفعون خلفها.
يحمل هيليبوليس مجموعة مخيفة من الأسلحة الثقيلة، مع مقلاعين وزن أحدهما 180 رطلاً (82 كجم)، والآخر 60 رطلاً (27 كجم) (مصنفة حسب وزن المقذوفات التي ألقوها) في الطابق الأول، ثلاث رطل 60 رطلاً (27 كجم) في الثانية واثنين من 30 رطلاً (14 كجم) في كل من الطوابق الخمسة التالية. الفتحات محمية بواسطة مصاريع قابلة للتعديل ميكانيكيًا، مبطنة بجلود محشوة بالصوف والأعشاب البحرية لجعلها مقاومة للحريق، مع ثقب في الجدار الأمامي للبرج لإطلاق أسلحة الصواريخ. في كل طابق من الطابقين العلويين، يمكن للجنود استخدام اثنين من رماة السهام الخفيفة لتطهير جدران المدافعين بسهولة.

## حصار رودس
عندما تم دفع هيليبوليس نحو المدينة، تمكن الروديون من إزاحة بعض الألواح المعدنية، فأمر ديميتريوس بالانسحاب من المعركة لحماية البرج من الاحتراق. بعد فشل الحصار، تم التخلي عن هليبوليس إلى جانب آلات الحصار الأخرى، وقام سكان رودس بإذابة طلاءه المعدني وباعوا الأسلحة المهجورة، مستخدمين المواد والأموال لبناء تمثال لإلههم الراعي، هيليوس، عملاق رودس، المعروف بإحدى عجائب الدنيا السبع القديمة.

## الاستخدام في وقت لاحق

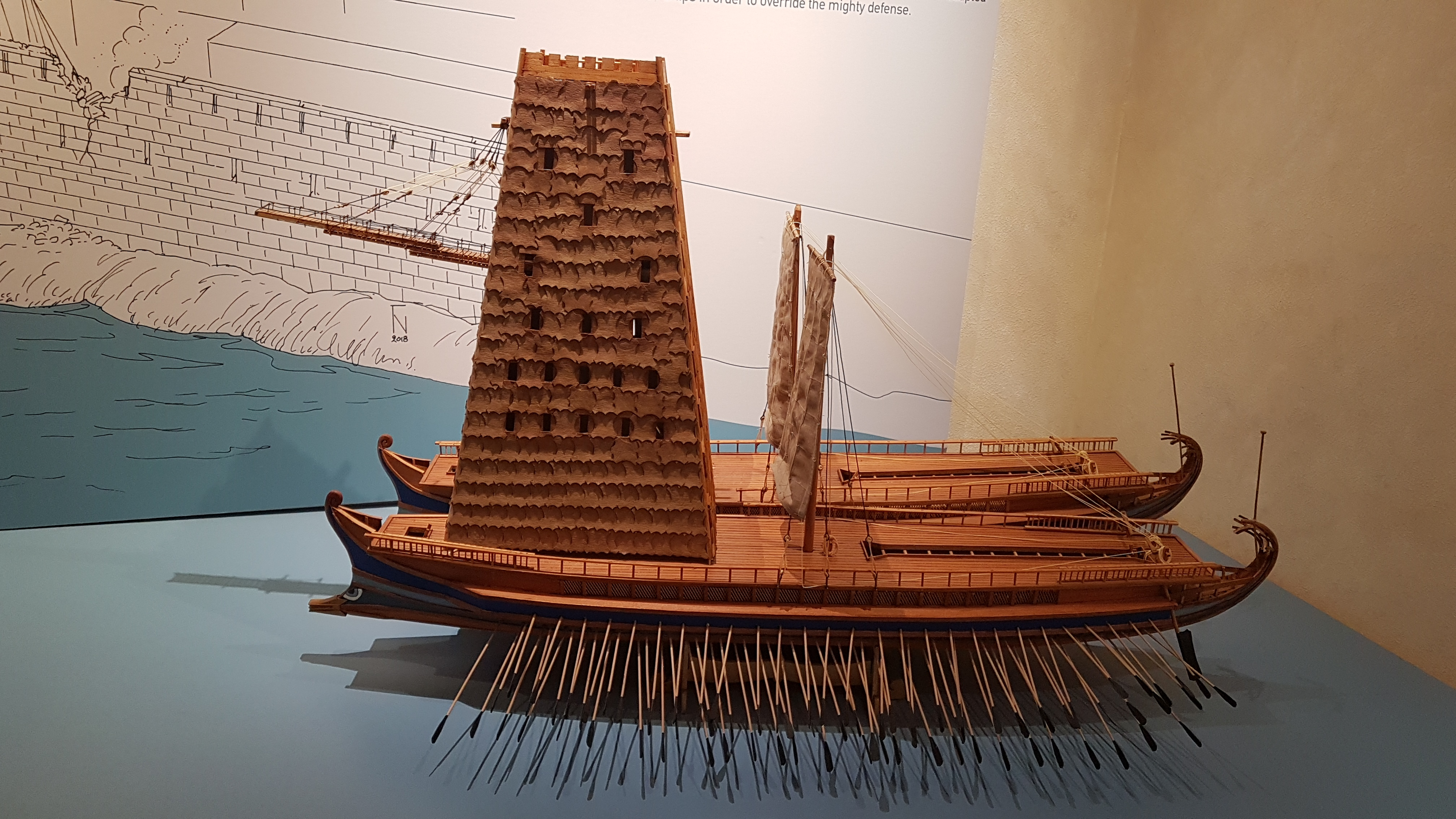
هليوبوليس البحرية. اثنين من السفن الحربية في العصر الهلنستي مع هليوبوليس على سطحهما.

استخدم ديمتريوس آلة مماثلة مرة أخرى في 292 قبل الميلاد ضد طيبة خلال حصاها واستولى على المدينة في العام التالي.
في العصور اللاحقة، استمر مهندسو الحصار في استخدام اسم هيليبوليس لنقل الأبراج التي تحمل مدقات، وكذلك آلات رمي الرماح والحجارة الثقيلة.[بحاجة لمصدر] استخدم الرومان الشرقيون في وقت لاحق مصطلح هيليبوليس لوصف محرك حصار مختلف تمامًا. مقلاع الجر . أول استخدام مسجل لهذا الاستخدام كان بواسطة ثيوفيلاكت سيموكاتا في وصف حصار تفليس في الحرب البيزنطية الساسانية بين 602-628 . 